# ステュアート・E・アイゼンシュタット

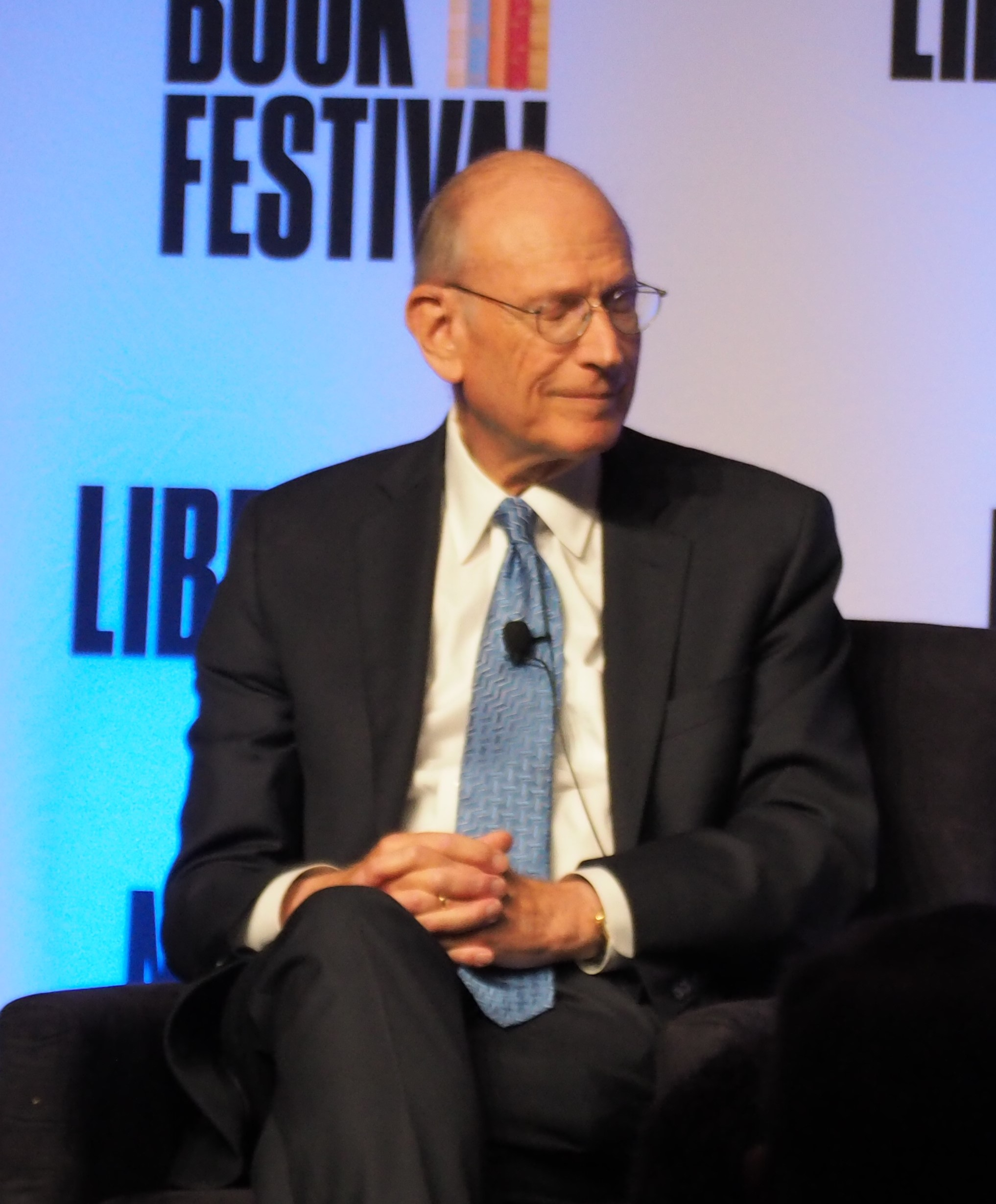

スチュアート・E・アイゼンスタット（Stuart E. Eizenstat、1943年 - ）は、アメリカ合衆国の法律家、政治家。フランシス・アイゼンスタットと結婚し、2人の息子と6人の孫がいる。

## 人物
政治学士号を優等でノースカロライナ大学チャペルヒル校から獲得した後、ハーバード大学ロースクールから1967年に法務博士の学位を取得。ジョージア州北部地区連邦地方裁判所のロークラークを務めた。
1977年から1981年まで、ジミー・カーター大統領の国内政策担当大統領補佐官及びホワイトハウスの国内政策担当首席顧問を務た。アイゼンスタットは、クリントン政権期に財務副長官（1999-2001年）、経済・実業・農業担当国務次官（1997-1999）、国際貿易担当商務次官(1996-1997）、欧州連合米国大使(1993-1996）など数多の顕職を歴任した。